# Women's Childhelp Desert Classic 2010
Il Women's Childhelp Desert Classic 2010 è stato un torneo di tennis facente parte della categoria ITF Women's Circuit nell'ambito dell'ITF Women's Circuit 2010. Il torneo si è giocato a Rancho Mirage in USA dall'1 al 7 febbraio 2010 su campi in cemento e aveva un montepremi di $25 000.

## Vincitrici

### Singolare
Olivia Sanchez ha battuto in finale  Tadeja Majerić con il punteggio di 7–5 6–0

### Doppio
Monique Adamczak /  Abigail Spears hanno battuto in finale  Ljudmyla Kičenok /  Nadežda Kičenok con il punteggio di 6–3 6–4